# Draymond Green
Draymond Jamal Green Sr. (Saginaw, 1990. március 4. –) kétszeres olimpiai-, és négyszeres NBA-bajnok amerikai kosárlabdázó, a Golden State Warriors játékosa a National Basketball Associationben (NBA). Green főleg erőcsatárként játszik, négyszeres NBA-győztes, négyszeres All Star, kétszeres All-NBA-tag és nyolcszor is beválasztották a legjobb védekező csapatba. 2017-ben megnyerte az év védekező játékosa díjat és neki volt a legtöbb labdaszerzése a ligában.
Green Saginaw városában nőtt fel, egyetemen a Michigan State Spartans játékosa volt, a csapata kétszer is eljutott az NCAA-torna elődöntőjéig és 2012-ben Big Ten-győztes lett. Négy éves egyetemi pályafutása során a főcsoportjában és országos szinten is elismerték játékát, megnyerte az év hatodik embere díjat, illetve végzősként beválasztották az All-American csapatba és az NABC Év játékosa díjat is megkapta. A 2012-es NBA-draft során a Golden State Warriors választotta ki a 35. helyen, akiknek 2015-ös, 2017-es, 2018-as és 2022-es bajnoki címeiben is kulcsfontosságú szerepet játszott, a Warriors sorozatban öt évben volt ott a döntőben.
Green, aki gyakran alacsony centerként is játszott a Warriors Halál Felállásában, amivel jól tudtak védekezni magas játékosok ellen, de elég jók voltak a támadások közben is. Green ennek köszönhetően nagy szerepet játszott abban, hogy az NBA-ben elkezdett megjelenni egyre több sokoldalú csatárjátékos, akik több poszton is tudták segíteni csapattársaikat és passzolási képességükkel építették a támadásokat, széthúzva az ellenfél védelmét. A 2010-es évek egyik legjobb passzolója és védője, de kritizálták, amiért gyakran nem tudja hol a határ a pályán és tudatosan szabálytalanul játszik.

## Statisztika

### Egyetem
| Év        | Csapat                  | JM  | KM | JP/M | MG%  | 3P%  | BD%  | LP/M | GP/M | L/M | B/M | P/M  |
| --------- | ----------------------- | --- | -- | ---- | ---- | ---- | ---- | ---- | ---- | --- | --- | ---- |
| 2008–2009 | Michigan State Spartans | 37  | 0  | 11,4 | .556 | .000 | .615 | 3,3  | 0,8  | 0,6 | 0,2 | 3,3  |
| 2009–2010 | Michigan State Spartans | 37  | 3  | 25,5 | .525 | .125 | .672 | 7,7  | 3,0  | 1,2 | 0,9 | 9,9  |
| 2010–2011 | Michigan State Spartans | 34  | 27 | 30,1 | .426 | .366 | .683 | 8,6  | 4,1  | 1,8 | 1,1 | 12,6 |
| 2011–2012 | Michigan State Spartans | 37  | 36 | 33,2 | .449 | .388 | .723 | 10,6 | 3,8  | 1,5 | 0,9 | 16,2 |
| Karrier   | Karrier                 | 145 | 66 | 25,0 | .467 | .361 | .687 | 7,6  | 2,9  | 1,2 | 0,8 | 10,5 |

### NBA

#### Alapszakasz
| Év         | Csapat                | JM  | KM  | JP/M | MG%  | 3P%  | BD%  | LP/M | GP/M | L/M  | B/M | P/M  |
| ---------- | --------------------- | --- | --- | ---- | ---- | ---- | ---- | ---- | ---- | ---- | --- | ---- |
| 2012–2013  | Golden State Warriors | 79  | 1   | 13,4 | .327 | .209 | .818 | 3,3  | 0,7  | 0,5  | 0,3 | 2,9  |
| 2013–2014  | Golden State Warriors | 82* | 12  | 21,9 | .407 | .333 | .667 | 5,0  | 1,9  | 1,2  | 0,9 | 6,2  |
| 2014–2015† | Golden State Warriors | 79  | 79  | 31,5 | .443 | .337 | .660 | 8,2  | 3,7  | 1,6  | 1,3 | 11,7 |
| 2015–2016  | Golden State Warriors | 81  | 81  | 34,7 | .490 | .388 | .696 | 9,5  | 7,4  | 1,5  | 1,4 | 14,0 |
| 2016–2017† | Golden State Warriors | 76  | 76  | 32,5 | .418 | .308 | .709 | 7,9  | 7,0  | 2,0* | 1,4 | 10,2 |
| 2017–2018† | Golden State Warriors | 70  | 70  | 32,7 | .454 | .301 | .775 | 7,6  | 7,3  | 1,4  | 1,3 | 11,0 |
| 2018–2019  | Golden State Warriors | 66  | 66  | 31,3 | .445 | .285 | .692 | 7,3  | 6,9  | 1,4  | 1,1 | 7,4  |
| 2019–2020  | Golden State Warriors | 43  | 43  | 28,4 | .389 | .279 | .759 | 6,2  | 6,2  | 1,4  | 0,8 | 8,0  |
| 2020–2021  | Golden State Warriors | 63  | 63  | 31,5 | .447 | .270 | .795 | 7,1  | 8,9  | 1,7  | 0,8 | 7,0  |
| 2021–2022† | Golden State Warriors | 46  | 44  | 28,9 | .525 | .296 | .659 | 7,3  | 7,0  | 1,3  | 1,1 | 7,5  |
| 2022–2023  | Golden State Warriors | 73  | 73  | 31,5 | .527 | .305 | .713 | 7,2  | 6,8  | 1,0  | 0,8 | 8,5  |
| 2023–2024  | Golden State Warriors | 55  | 52  | 27,1 | .497 | .395 | .730 | 7,2  | 6,0  | 1,0  | 0,9 | 8,6  |
| 2024–2025  | Golden State Warriors | 68  | 66  | 29,2 | .424 | .325 | .687 | 6,1  | 5,6  | 1,5  | 1,0 | 9,0  |
| Karrier    | Karrier               | 881 | 726 | 28,7 | .449 | .320 | .710 | 6,9  | 5,6  | 1,3  | 1,0 | 8,7  |
| All Star   | All Star              | 3   | 0   | 15,7 | .375 | .000 | .750 | 5,7  | 2,7  | 2,0  | 0,7 | 3,0  |

#### Play-in
| Év      | Csapat                | JM | KM | JP/M | MG%  | 3P%  | BD%   | LP/M | GP/M | L/M | B/M | P/M  |
| ------- | --------------------- | -- | -- | ---- | ---- | ---- | ----- | ---- | ---- | --- | --- | ---- |
| 2021    | Golden State Warriors | 2  | 2  | 43,2 | .313 | .500 | 1.000 | 12,5 | 9,0  | 2,0 | 2,0 | 6,5  |
| 2024    | Golden State Warriors | 1  | 1  | 35,0 | .500 | .500 | 1.000 | 3,0  | 6,0  | 2,0 | 0,0 | 12,0 |
| 2025    | Golden State Warriors | 1  | 1  | 30,7 | .200 | .000 | 1.000 | 6,0  | 10,0 | 3,0 | 1,0 | 4,0  |
| Karrier | Karrier               | 4  | 4  | 38,1 | .345 | .333 | 1.000 | 8,0  | 8,5  | 2,3 | 1,3 | 7,3  |

#### Rájátszás
| Év      | Csapat                | JM  | KM  | JP/M | MG%  | 3P%  | BD%  | LP/M | GP/M | L/M | B/M | P/M  |
| ------- | --------------------- | --- | --- | ---- | ---- | ---- | ---- | ---- | ---- | --- | --- | ---- |
| 2013    | Golden State Warriors | 12  | 1   | 18,6 | .429 | .391 | .765 | 4,3  | 1,6  | 0,5 | 0,8 | 5,8  |
| 2014    | Golden State Warriors | 7   | 4   | 32,6 | .467 | .276 | .792 | 8,3  | 2,9  | 1,7 | 1,7 | 11,9 |
| 2015†   | Golden State Warriors | 21  | 21  | 37,3 | .417 | .264 | .736 | 10,1 | 5,2  | 1,8 | 1,2 | 13,7 |
| 2016    | Golden State Warriors | 23  | 23  | 38,2 | .431 | .365 | .738 | 9,9  | 6,0  | 1,6 | 1,8 | 15,4 |
| 2017†   | Golden State Warriors | 17  | 17  | 34,9 | .447 | .410 | .687 | 9,1  | 6,5  | 1,8 | 1,6 | 13,1 |
| 2018†   | Golden State Warriors | 21  | 21  | 39,0 | .432 | .266 | .796 | 10,6 | 8,1  | 2,0 | 1,5 | 10,8 |
| 2019    | Golden State Warriors | 22  | 22  | 38,7 | .498 | .228 | .718 | 10,1 | 8,5  | 1,5 | 1,5 | 13,3 |
| 2022†   | Golden State Warriors | 22  | 22  | 32,0 | .479 | .205 | .638 | 7,2  | 6,3  | 1,1 | 1,0 | 8,0  |
| 2023    | Golden State Warriors | 12  | 9   | 30,6 | .462 | .250 | .727 | 6,9  | 6,8  | 1,5 | 1,0 | 9,4  |
| 2025    | Golden State Warriors | 12  | 12  | 32,4 | .389 | .267 | .692 | 5,5  | 3,8  | 1,4 | 0,9 | 9,1  |
| Karrier | Karrier               | 169 | 152 | 34,5 | .445 | .300 | .726 | 8,6  | 6,0  | 1,5 | 1,3 | 11,4 |